# Juan Enrique Azuara García
Juan Enrique Azuara García (Tampacán, San Luis Potosí, 15 de julio de 1895-Ciudad de México, 13 de noviembre de 1958) fue un jurista y político mexicano, miembro del Partido Revolucionario Institucional (PRI). Fue dos veces diputado federal y en una senador, falleciendo en ejercicio de dicho cargo.

## Biografía
Realizó sus estudios básicos en su ciudad natal de Tampacán, y los de secundaria, preparatoria y la licenciatura en Derecho en el Instituto Científico y Literario de San Luis Potosí, de donde egresó en 1922.
Ese mismo año de 1922 fue nombrado defensor de oficio en el juzgado de primera instancia en Ciudad Valles. En 1926 fue elegido por primera ocasión diputado federal, representando al Distrito 11 de San Luis Potosí en la XXXII Legislatura de dicho año a 1928; fue reelegido al mismo cargo y por el mismo distrito en 1928 para la XXXIII Legislatura de 1928 a 1930.
En 1947 fue nombrado juez de distrito en Toluca, estado de México y de 1952 a 1958 fue magistrado del Tribunal Colegiado de Circuito en el Distrito Federal, siendo presidente de dicho tribunal. En 1958 fue postulado candidadato del PRI y fue elegido senador por el estado de San Luis Potosí en primera fórmula, para las Legislaturas XLIV y XLV de 1958 a 1964. Sin embargo, falleció en ejercicio del cargo menos de tres meses después de haberlo asumido, el 13 de noviembre de 1958, siendo sucedido en el cargo por su suplente Agustín Olivo Monsiváis.